# 2018年のオートレース
2018年のオートレースでは、2018年のオートレースの結果および関連するできごとについて記述する。
2017年のオートレース - 2018年のオートレース - 2019年のオートレース

## 競争結果

### SG
| 大会名                   | 優勝戦開催日 | 開催地 | 選手       | 年齢 | 所属   | 備考      |
| ------------------------ | ------------ | ------ | ---------- | ---- | ------ | --------- |
| オールスターオートレース | 4月30日      | 飯塚   | 佐藤貴也   | 33   | 浜松   |           |
| オートレースグランプリ   | 8月15日      | 伊勢崎 | 青山周平   | 34   | 伊勢崎 |           |
| 全日本選抜オートレース   | 10月8日      | 浜松   | 鈴木圭一郎 | 24   | 浜松   | 通算3回目 |
| 日本選手権オートレース   | 11月4日      | 川口   | 青山周平   | 34   | 伊勢崎 |           |
| スーパースター王座決定戦 | 12月31日     | 川口   | 永井大介   | 42   | 川口   | 通算3回目 |